# Pile Leclanché
Pour les articles homonymes, voir Leclanché (homonymie).

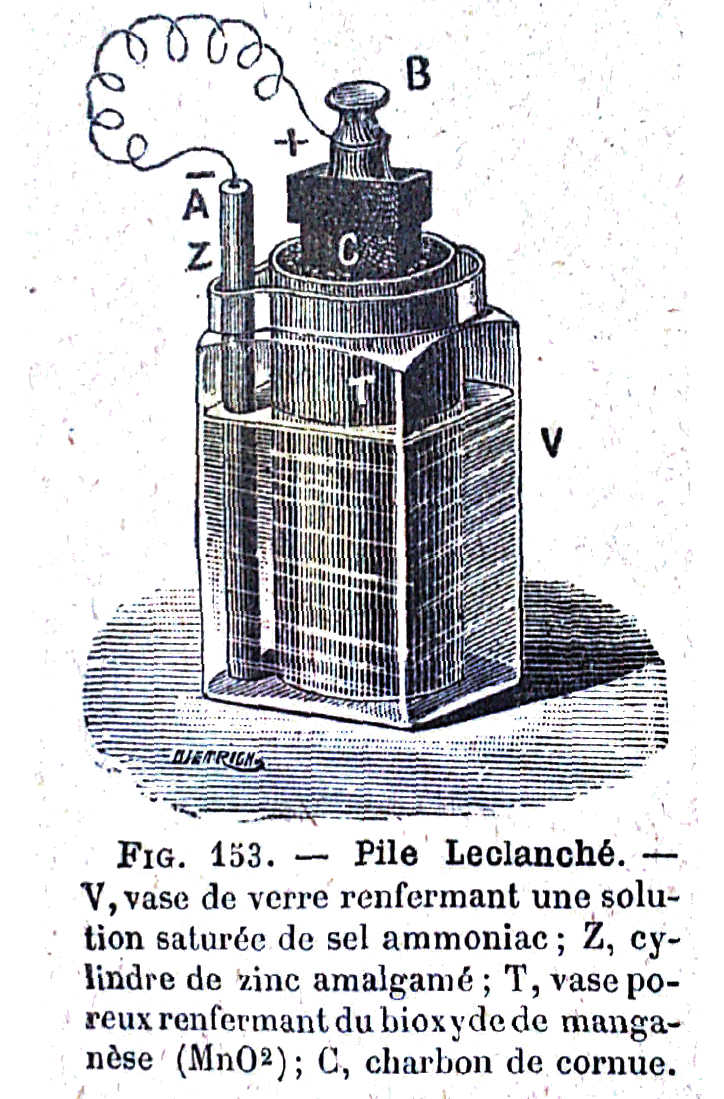
Gravure d'une pile Leclanché

Une pile Leclanché est un type de pile électrique (cellule primaire) fonctionnant par oxydoréduction entre le zinc (Zn) et le dioxyde de manganèse (MnO2), avec un électrolyte constitué de chlorure de zinc (ZnCl2) et de chlorure d'ammonium (NH4Cl),.

Également appelée pile saline ou pile sèche, son principe est à l'origine des piles cylindriques ou bâton. Sa force électromotrice vaut 1,5 V ; sa densité d'énergie est de l'ordre de 0,18 W h cm−3, soit 650 kJ L−1.

## Historique
Après une pile au carbonate de cuivre (CuCO3) brevetée 8 janvier 1866, Georges Leclanché met au point en Belgique, en 1867, la première pile au dioxyde de manganèse. Récompensée à l'Exposition universelle de Paris la même année, elle est rapidement utilisée par l'administration belge des télégraphes et par les chemins de fer néerlandais.
Après 1871, Georges Leclanché fonde à Paris avec Ernest Barbier la fabrique des piles Leclanché-Barbier, qui est presque l'unique producteur de piles en France. En effet, la pile Leclanché est la première pile à être fabriquée massivement en grande série. Son fils et son frère améliorent les performances de cette pile en travaillant sur l'immobilisation des liquides (d'où le nom de "pile sèche").
En 1876, Leclanché gélifie l'électrolyte de sa pile en ajoutant de l'amidon au chlorure d'ammonium. Cette modification permet de rendre la pile transportable.
Après la mort de Georges, son fils Max travaille à perfectionner la pile en introduisant un sac poreux autour de l'électrode positive. En 1933, la « société des piles Leclanché » passe un contrat avec la « société de l'accumulateur Fulmen », pour la fabrication d'accumulateur au plomb. Mais de nombreux concurrents apparaissent, dont Wonder en France et l'entreprise périclite. Elle change plusieurs fois de mains, passe sous le giron de la société Fulmen et se fond finalement dans le groupe CGE.
Le nom Leclanché est également utilisé par une société suisse d'Yverdon (canton de Vaud) fondée en 1909, qui a acquis en 2006 la société allemande Bullith, devenue « Leclanché Lithium GmbH », basée à Willstätt, toujours dans le domaine des piles.

## Composition

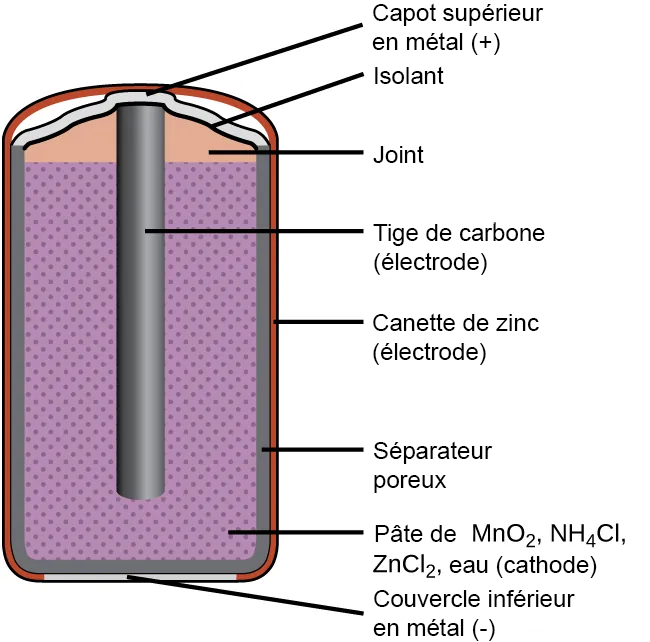
Schéma d'une pile sèche

Au pôle négatif (anode : réaction d'oxydation) de la pile, l'électrode de zinc (réducteur) est au contact d'une solution gélifiée de chlorure de zinc, et de chlorure d'ammonium. Cette solution, contenant des ions autres que les ions hydronium (H3O+) et hydroxyde (OH–), est dite saline et donne son nom à la pile.
Au pôle positif (cathode : réaction de réduction) de la pile, l'électrode en graphite est entourée d'un mélange de dioxyde de manganèse (oxydant) et de zinc en poudre. Ce mélange est imbibé de la solution gélifiée de chlorure d'ammonium. Le pH de ce mélange est voisin de 4. Le carbone est un conducteur électrique qui permet aux électrons arrivant à l'électrode de graphite de réduire le dioxyde de manganèse dans la masse du mélange et de l'utiliser en totalité.

## Réactions chimiques
La réaction redox dans une pile Leclanché met en oeuvre les deux demi-réactions suivantes :
– anode (oxydation du Zn) : Zn → Zn2+ + 2e−   |  {\displaystyle E^{\circ }(\mathrm {Zn} ^{2+}/\mathrm {Zn} )=-0.76} volts
– cathode (réduction du Mn(IV)) : 2 MnO2 + 2NH4+ + 2e− → 2 MnO(OH) + 2 NH3   |  E0 = 1,23 volts
Le processus chimique qui produit de l'électricité dans une pile Leclanché commence lorsque des atomes de zinc à la surface de l'anode s'oxydent, c'est-à-dire lorsqu'ils cèdent leurs deux électrons de valence pour devenir des ions Zn2+ chargés positivement. Lorsque les ions Zn2+ s'éloignent de l'anode, laissant leurs électrons sur sa surface, l'anode devient chargée plus négativement que la cathode. Lorsque la cellule est connectée à un circuit électrique externe, les électrons en excès de l'anode en zinc circulent à travers le circuit vers la tige en carbone, le mouvement des électrons formant une courant électrique. La différence de potentiel en charge entre l'anode et la cathode est égale à la somme des potentiels des demi-réactions, lorsque les réactions sont présentées une comme réduction et l'autre comme oxydation, donnant une tension théorique de 1,99 V entre les deux bornes. Plusieurs facteurs, dont la résistance interne, abaissent cette valeur de sortie aux 1,4 volts mesurés en pratique sur ces cellules.
Le courant parcourant le circuit, lorsque les électrons entrent dans la cathode (tige en carbone), ils se combinent avec le dioxyde de manganèse (MnO2) et l'eau (H2O), qui réagissent entre eux pour former de l'oxyde de manganèse(III) (Mn2O3) et des ions hydroxyde chargés négativement. Cette réaction est accompagnée d'une réaction secondaire acide-base dans laquelle les ions hydroxydes (OH–) acceptent un proton (H+) provenant des ions ammonium présents dans l'électrolyte chlorure d'ammonium pour produire des molécules d'ammoniac et de l'eau.
Zn(s) + 2 MnO2(s) + 2 NH4Cl(aq) → ZnCl2(aq) + Mn2O3(s) + 2 NH3(aq) + H2O(l),
ou si l'on considère également l'hydratation du sesquioxyde Mn2O3(s) en oxyhydroxyde Mn(III) :
Zn(s) + 2 MnO2(s) + 2 NH4Cl(aq) → ZnCl2(aq) + 2 MnO(OH)(s) + 2 NH3(aq)

Par ailleurs, la réaction de réduction du Mn(IV) peut se poursuivre, formant l'hydroxyde Mn(II) :
Zn(s) + MnO2(s) + 2 NH4Cl(aq) → ZnCl2(aq) + Mn(OH)2(s) + 2 NH3(aq)

## Utilisation

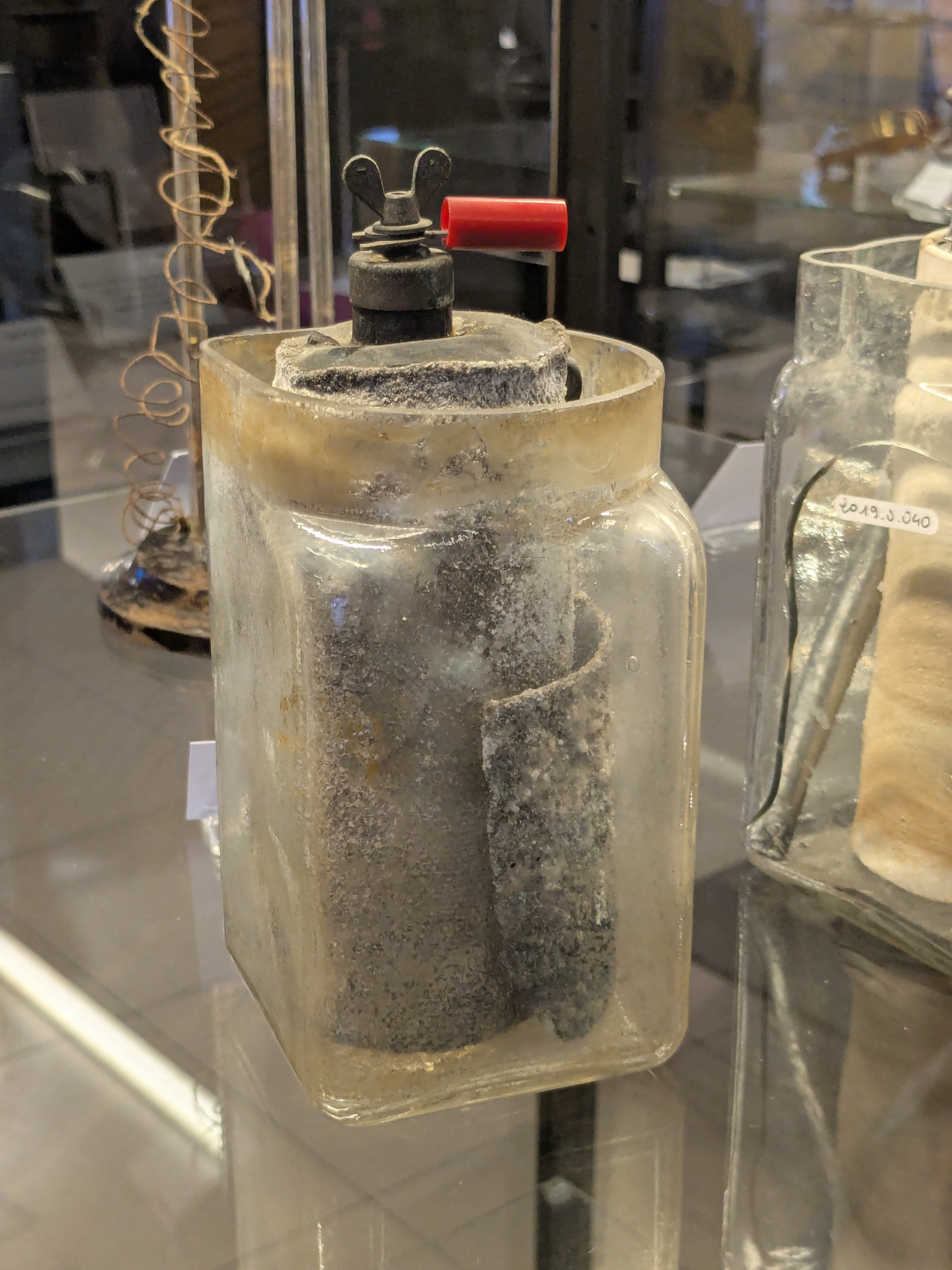
Pile Leclanché usagée.

Ce sont des piles peu coûteuses à l'achat, mais qui - comme les piles alcalines - sont à usage unique contrairement aux accumulateurs électriques qui peuvent être rechargés. Elles peuvent être employées dans des utilisations intermittentes ne nécessitant pas une forte intensité : télécommande, réveil, sonnerie, poste de radio

## Recyclage
Ces piles contiennent des métaux (du zinc et du manganèse) dont certains sont toxiques et nocifs pour l'environnement, et elles ne sont pas biodégradables. Elles ne doivent donc pas être jetées dans une poubelle ordinaire, mais déposées dans un point de collecte spécifique (déchèterie, point de vente...) pour être recyclées.